# 多立克柱式

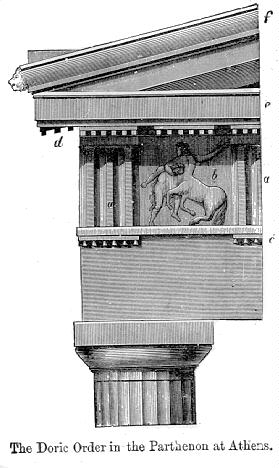
帕德嫩神廟的的多立克柱式設計： 三角槽排檔標記為「a」、排档间饰標記為「b」、 圆锥饰標記為「c」、 拱腹上的穆勒標記為「d」。

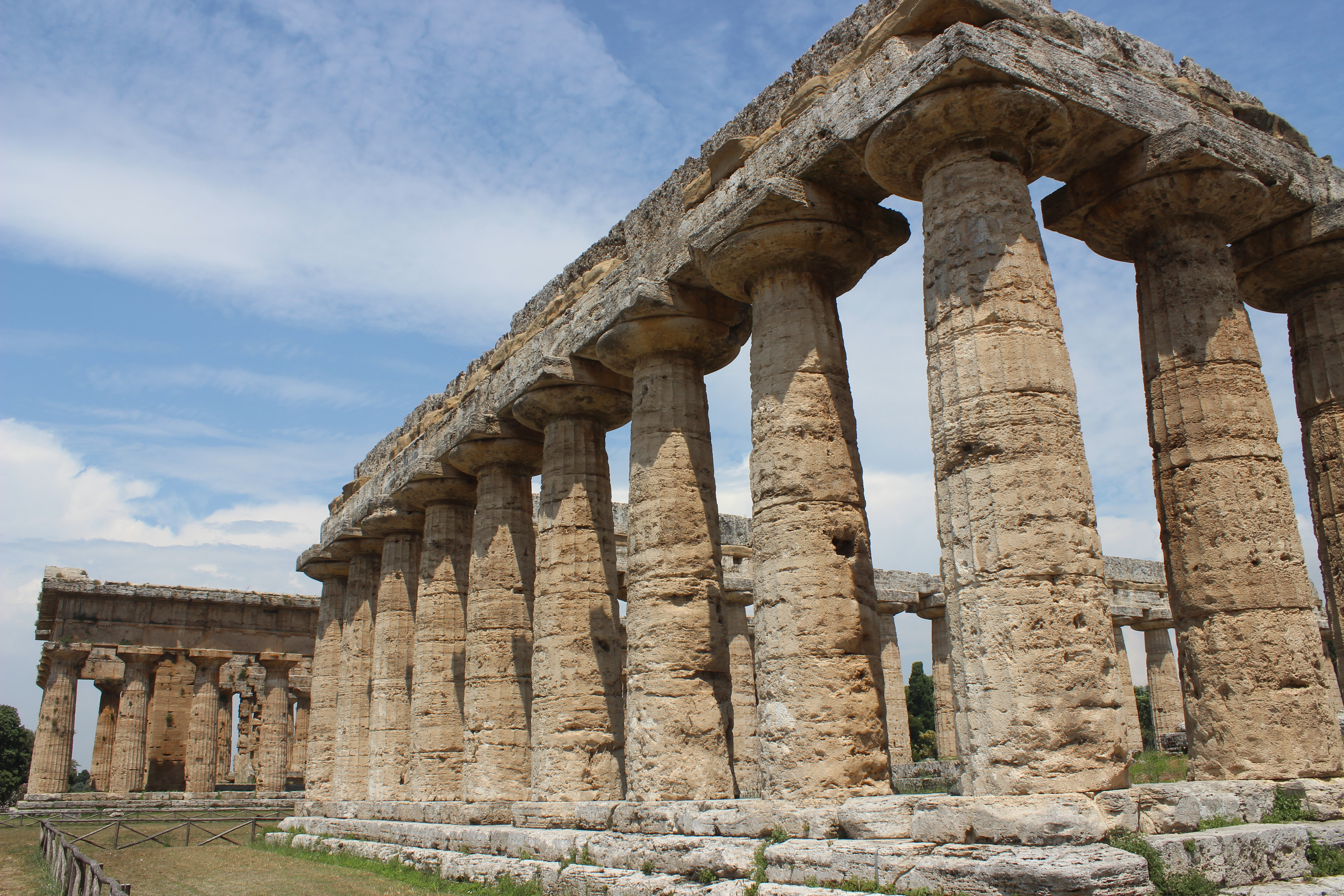
帕埃斯图姆的兩座古多立克式希臘神廟，其柱身比後來還要更寬。

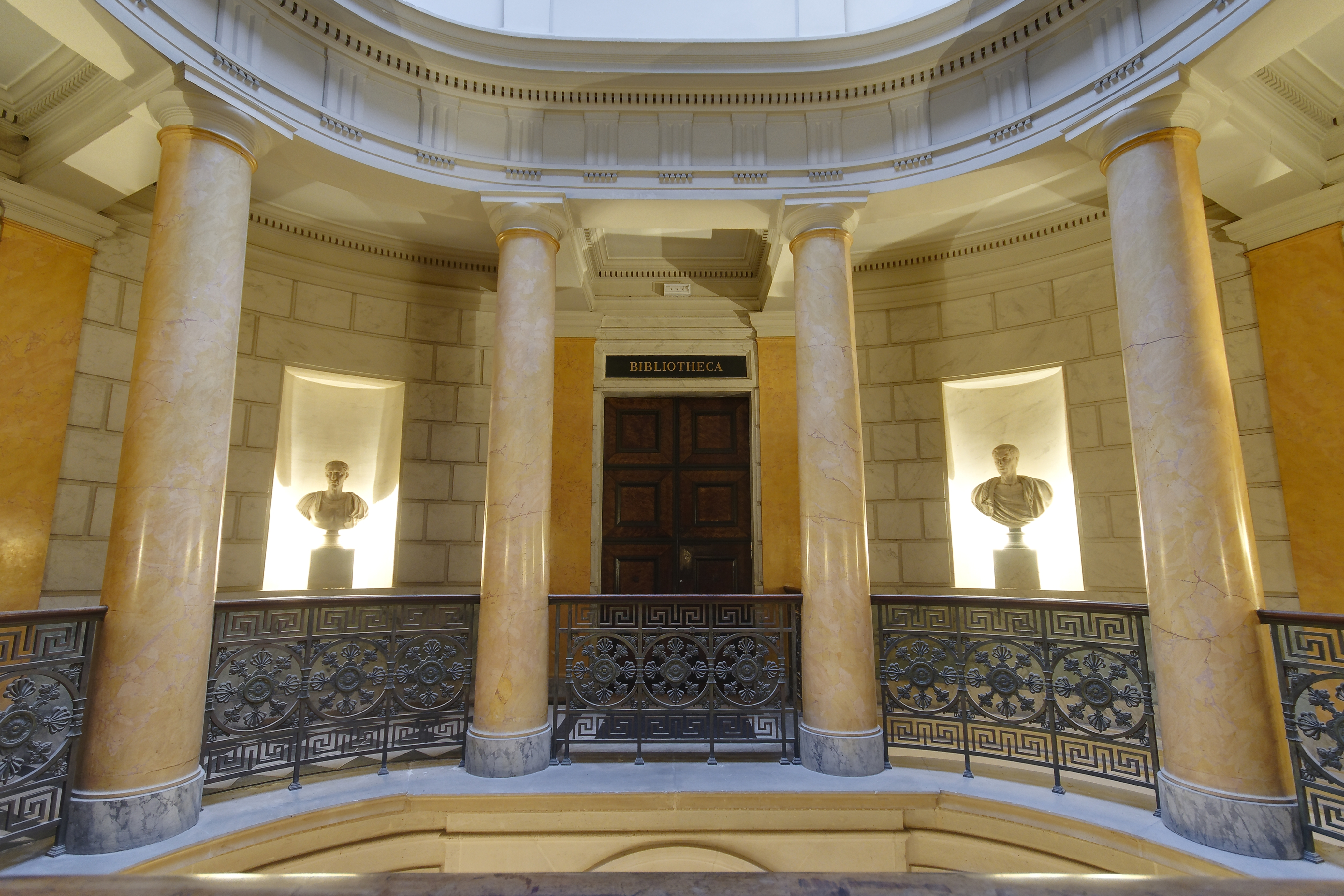
巴黎馬扎然圖書館的四個多立克柱式。

多立克柱式，又名多利亞柱式或陶立克柱式（英語：Doric Order），是古典建筑的三种柱式中出现最早的一种（公元前7世纪），另外2种柱式是爱奥尼柱式和科林斯柱式，它们都源于古希腊。多立克柱式的早期实例如意大利南部帕埃斯图姆的庙宇，著名的雅典卫城的帕提农神庙即采用多立克柱式。

## 特徵
多立克柱是古希臘和後來的古羅馬建築的三種柱式之一。多立克柱式起源於希臘西部的多立克地區，本質上是最簡單的柱子，並在上面的柱子設有複雜的細節。
希臘多立克柱具有凹槽或表面光滑的特徵，其特徵是柱身較為粗大、凝重、雄壯，並且並未設有底座，一般都建在神廟或建築物所在的柱座或平台上。通常柱式是由一個簡單的圓形構成，偶爾柱身會被雕成20條槽紋，柱下部約占全柱三分之一的槽紋較淺。此外早期版本的多立克柱較寬，後來則更加內斂。
通常多立克柱的上層接攘普通的楣梁，複雜性的裝飾元素則來自於额枋，最初多立克人曾設計獨有的兩個特徵作為裝飾，即包括三角槽排檔和古塔，是對過去木結構的樑和固定釘所塑造的擬態元素，並純粹具有觀賞性的功能。在羅馬和文藝復興時期時，多立克柱則派生成細節更為簡約樸素的托斯卡納柱式。從18世紀開始，多立克柱式在希臘復興式建築中得到了廣泛的應用。
古代建築師和建築歷史學家维特鲁威曾將多立克柱式的特徵與男性比例聯繫起來。

### 多立克柱的特徵
| 1. 三角楣饰龕楣 2. 建築裝飾座 3. 斜簷口 4. 水平簷口 5. 穆勒 6. 檐楣 7. 飾帶 8. 三角槽排檔 9. 排档间饰 10. 標尺 11. 圆锥饰 12. 髮帶 13. 额枋 14. 柱头 15. 頂板 16. 脊柱 17. 柱 18. 凹槽 19. 柱座 20. 抹灰 | Éléments de l'ordre dorique |

## 示例
古希臘，古代
- 科孚阿耳忒弥斯神庙，已知最早使用多立克柱式的神廟
- 奧林匹亞赫拉神廟
- 阿波羅神廟
- 帕埃斯图姆神廟群
- 神殿之谷（赫拉·拉希尼雅神廟）
- 阿法埃婭神廟

古希臘、古典
- 奧林匹亞宙斯神廟
- 赫淮斯托斯神庙
- 帕德嫩神廟
- 巴薩阿波羅神廟
- 波塞冬神廟

文藝復興和巴洛克
- 金山聖伯多祿堂
- 查理五世宫庭院中的圓形拱廊
- 帕拉迪奧巴西利卡
- 聖母升天主教座堂

新古典主義和希臘復興
- 勃兰登堡门
- 諾辛頓農莊
- 希爾勳爵紀念柱
- 新崗哨
- 愛丁堡皇家高中
- 瓦尔哈拉神殿
- 普罗皮来门

美國
- 美国第二银行
- 朴茨茅斯海軍醫療中心
- 佩里的勝利和國際和平紀念館：擁有世界上最高和最龐大的多立克柱，高352英尺（107公尺）。
- 沃伦·盖玛利尔·哈定墓

## 圖片

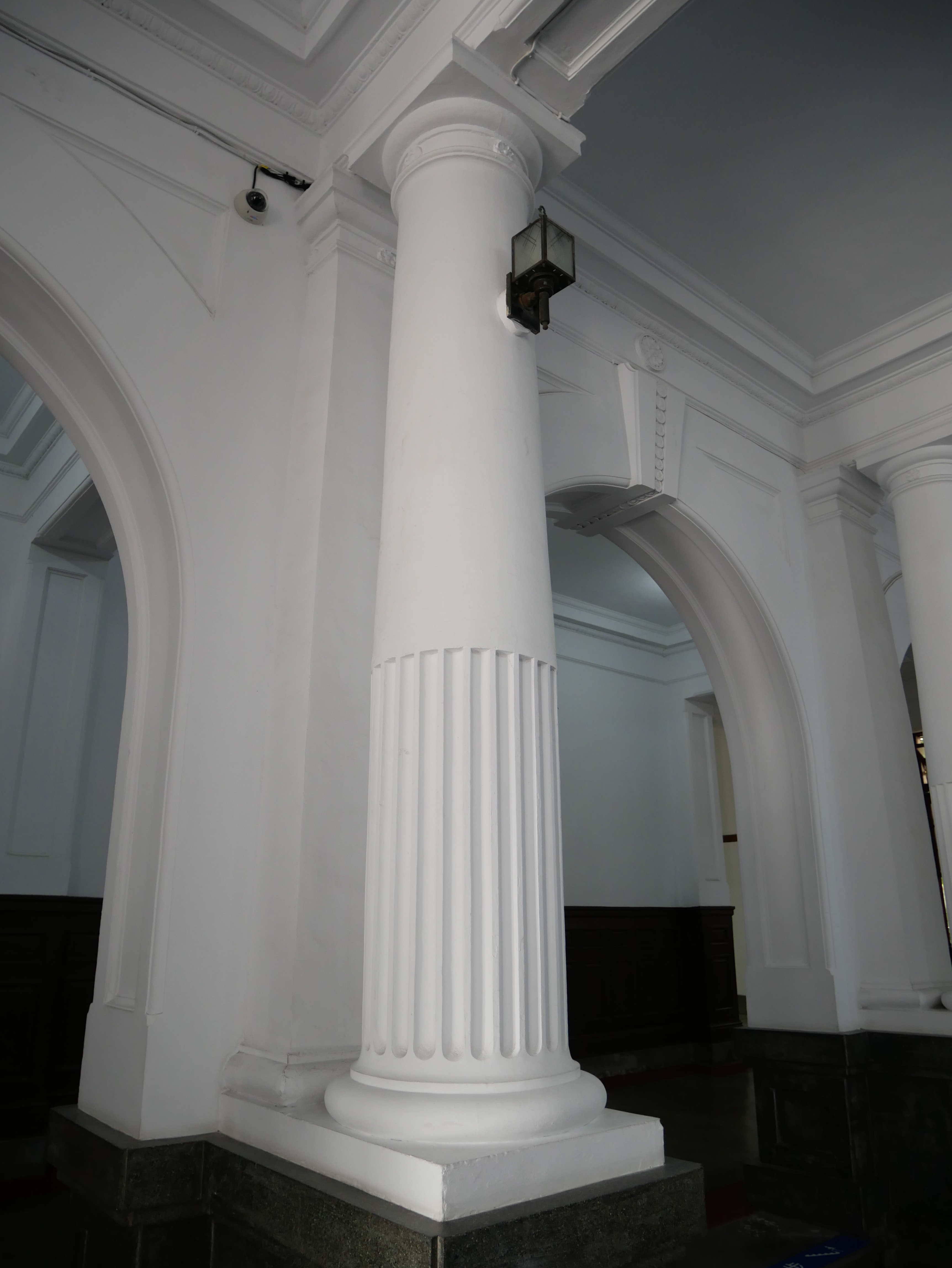
新竹州廳內部半多立克半托斯卡納柱式
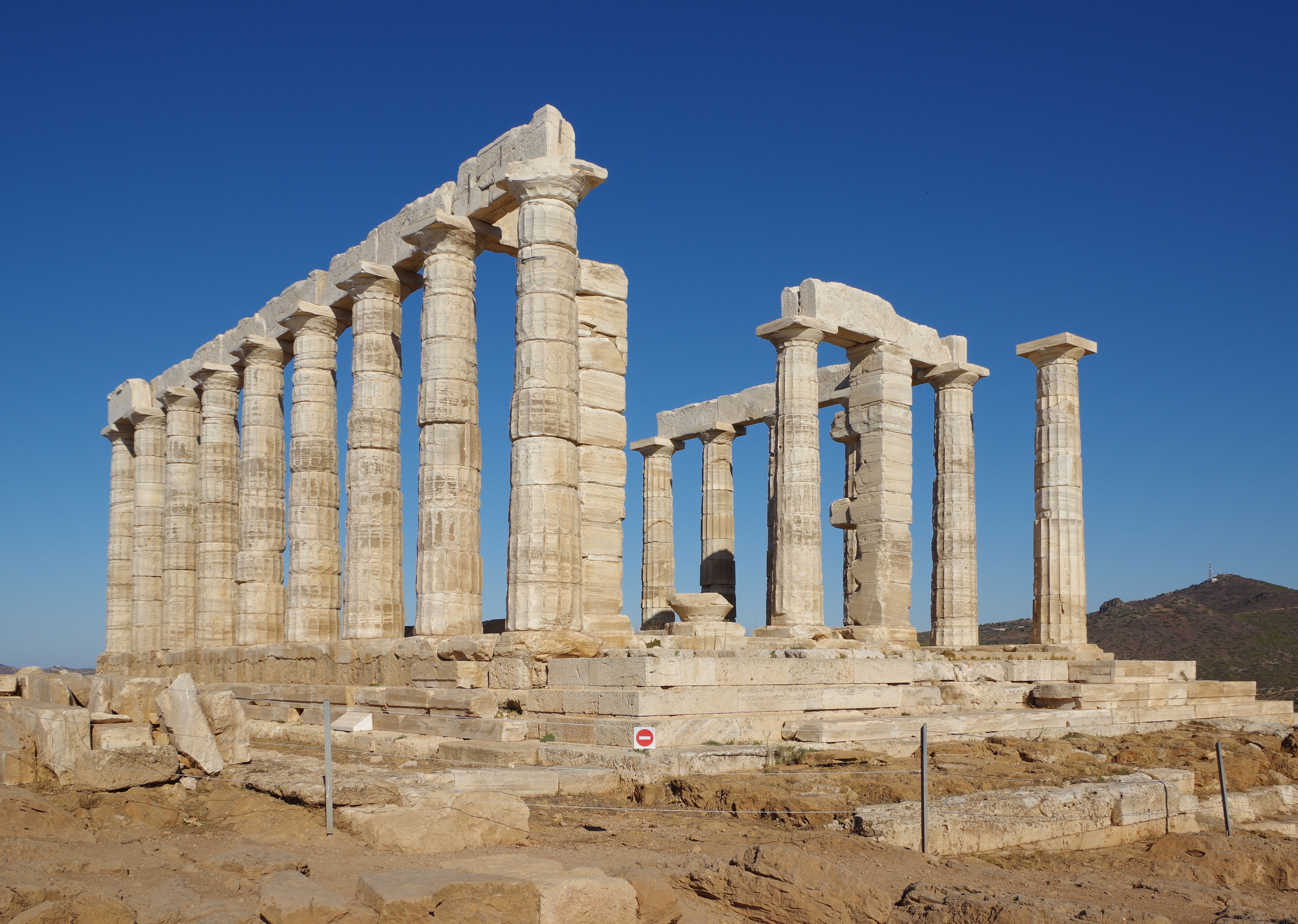
波塞冬神廟，公元前444-440年
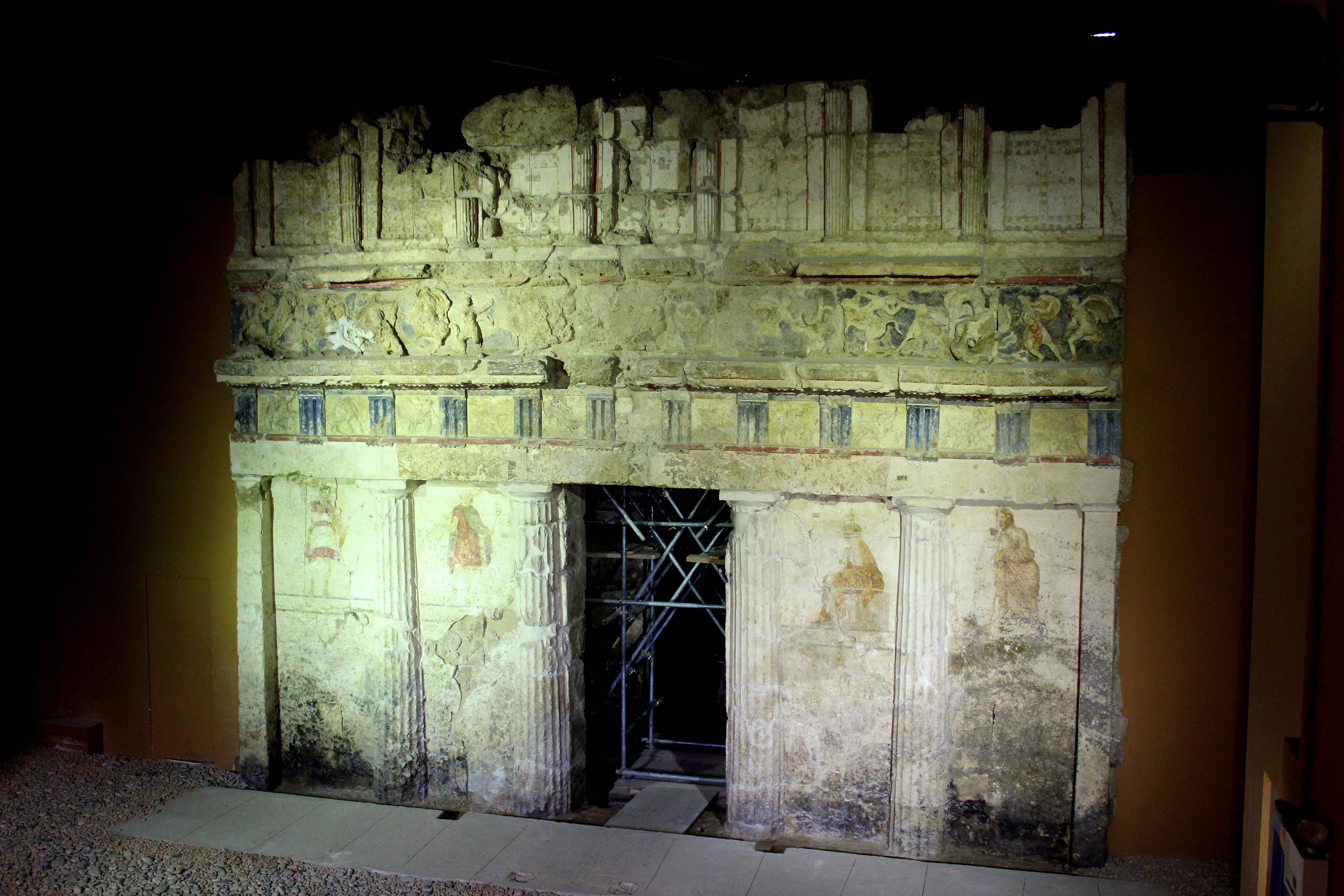
萊夫卡迪亞審判墓（英语：Tomb of Judgement, Lefkadia）, 約公元前300年
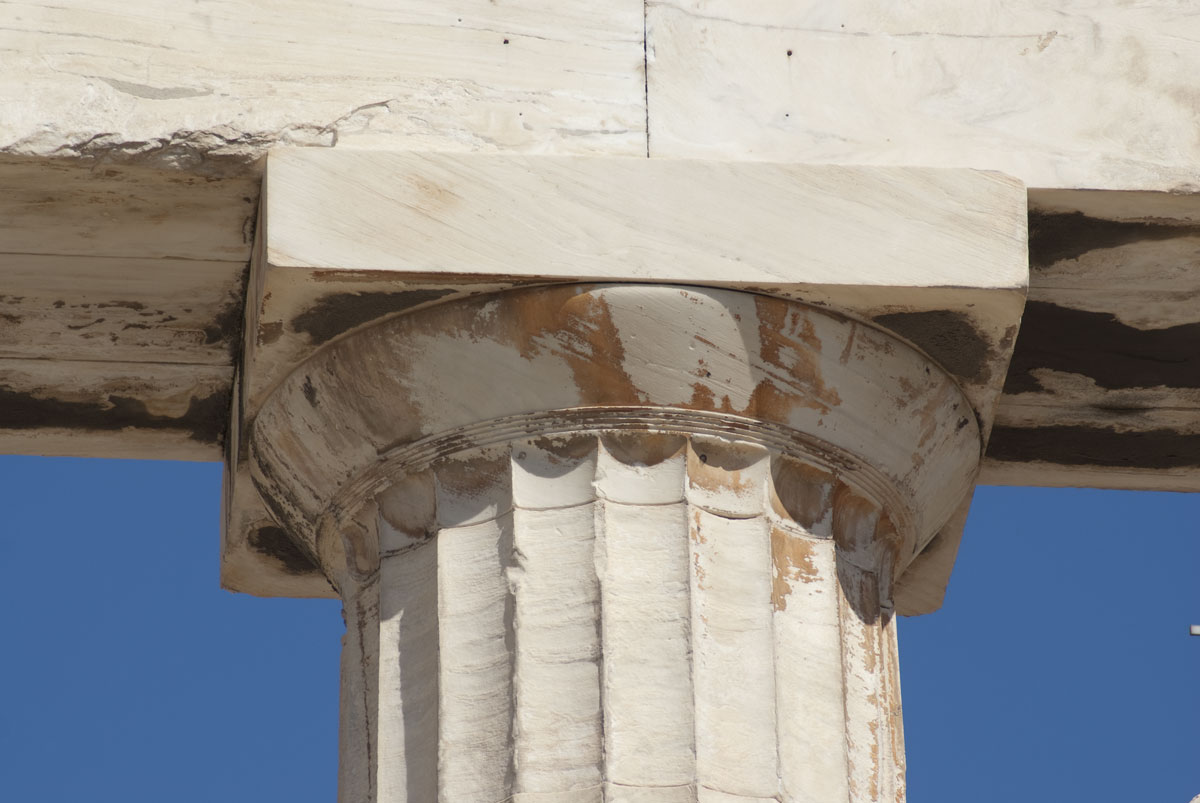
帕德嫩神廟多立克柱細節
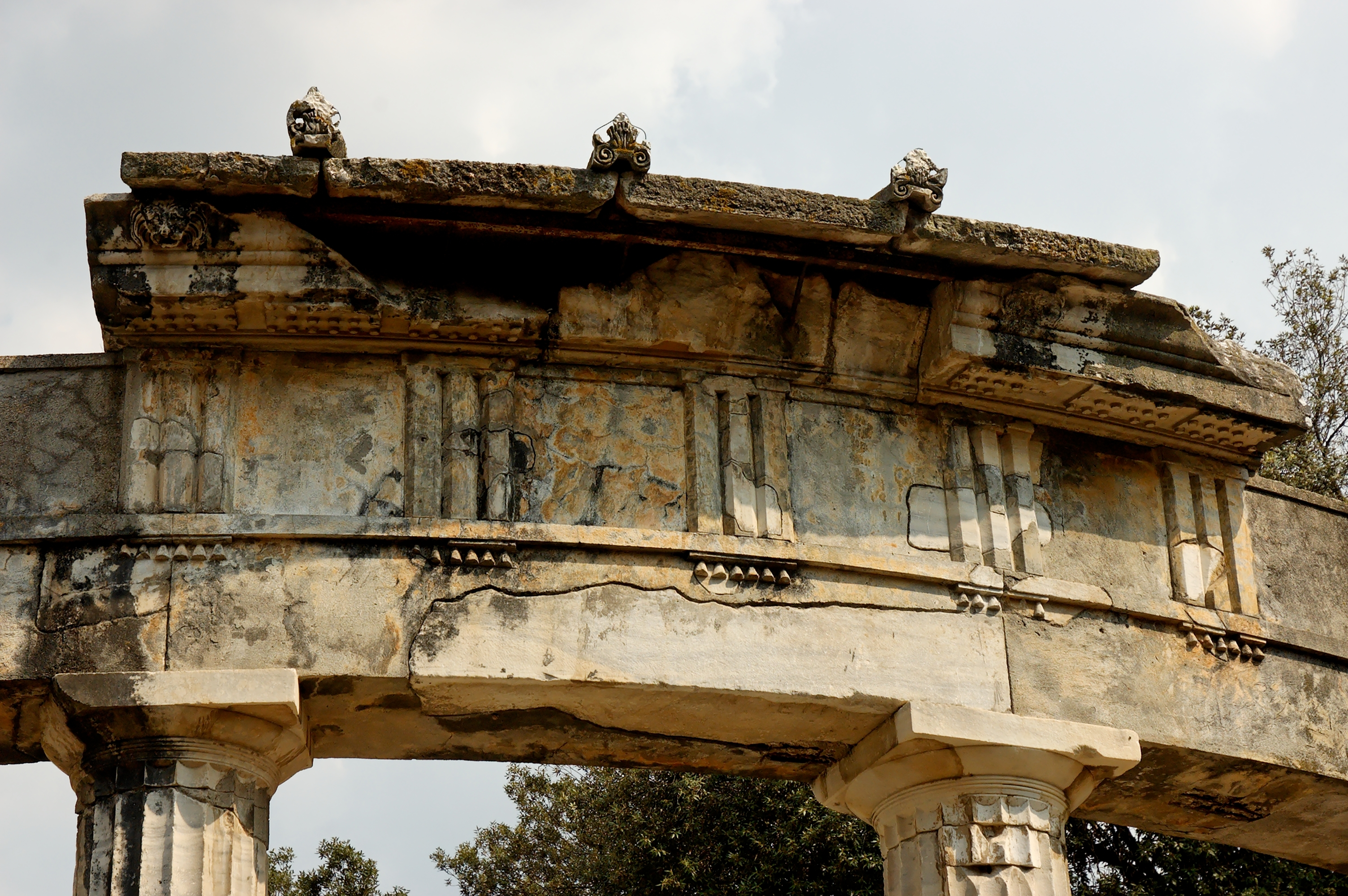
哈德良别墅多立克柱細節
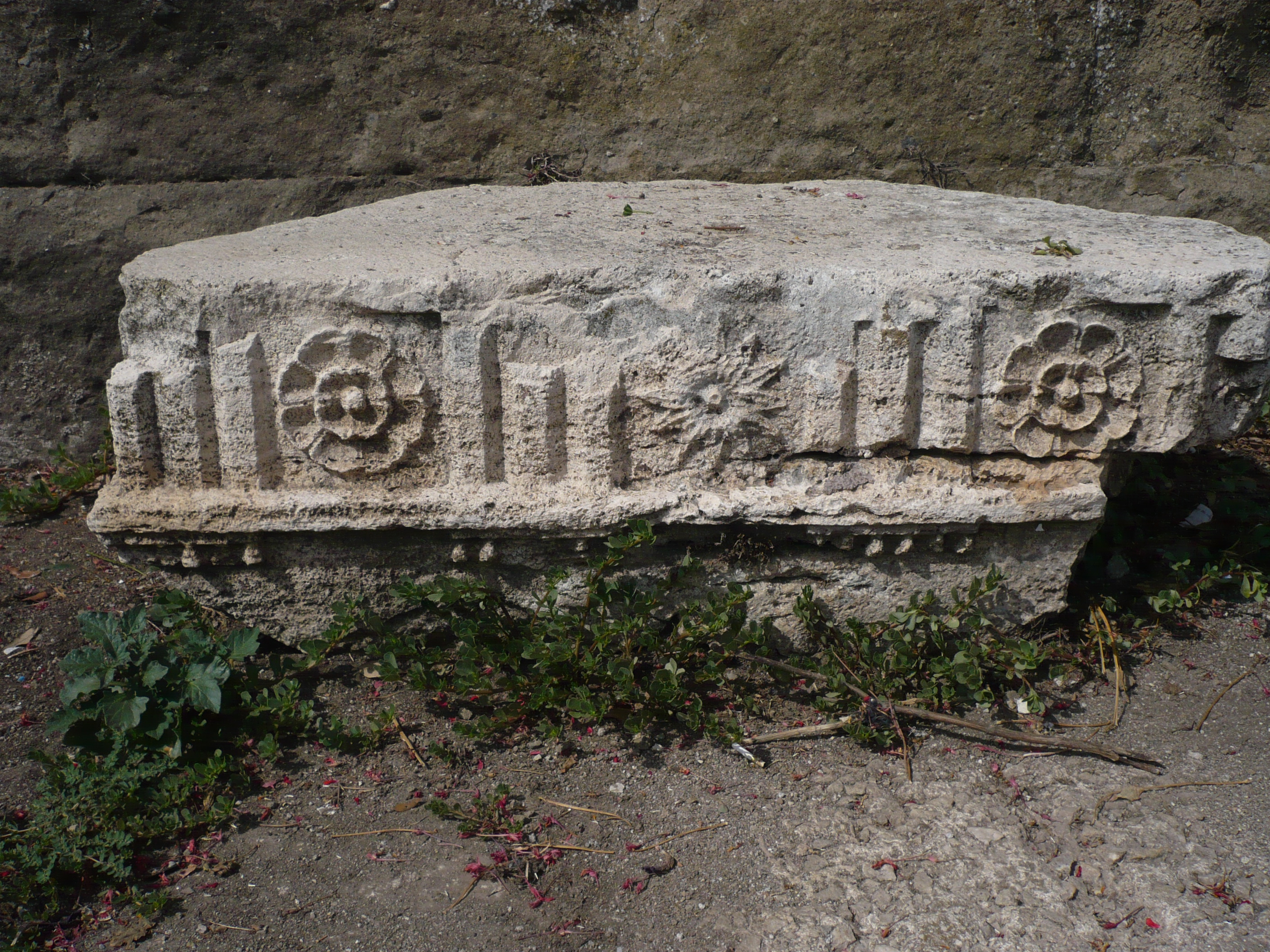
帕莱斯特里纳古羅馬遺跡的多立克柱飾帶遺跡
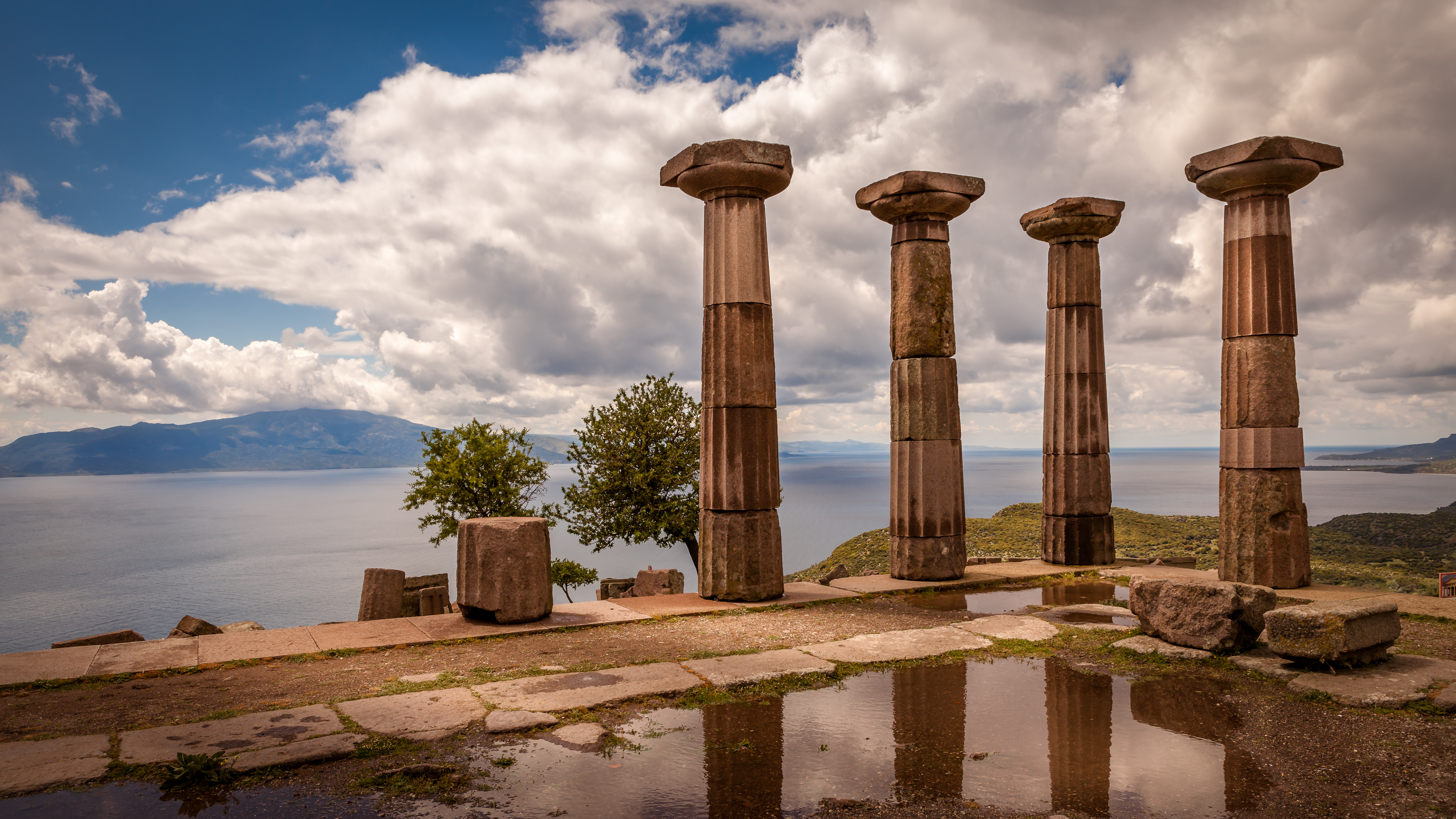
土耳其阿索斯的雅典娜神廟
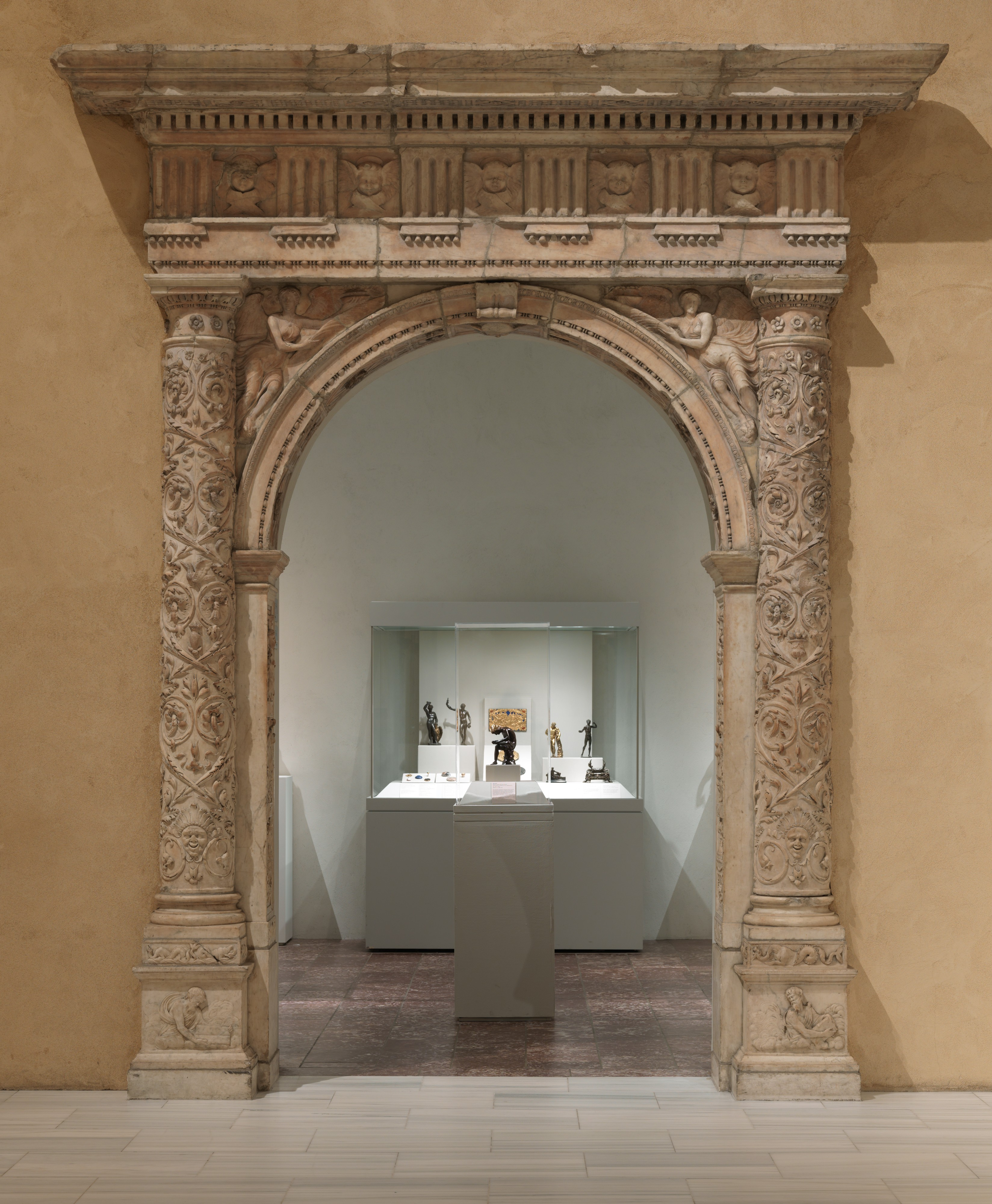
文藝復興建築大理石祭壇框架，約1530-1550年，現存大都會藝術博物館（紐約市）
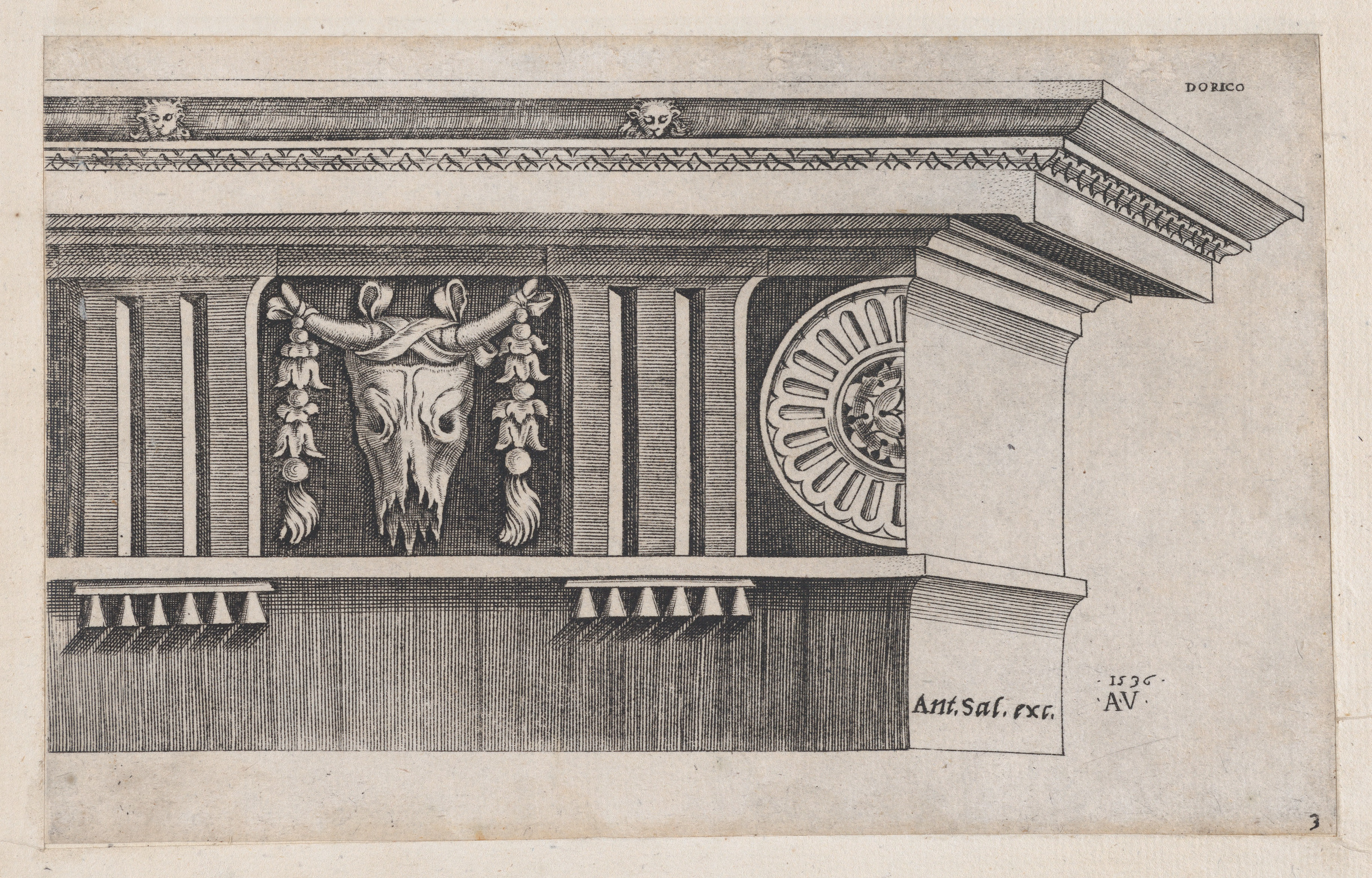
1536年的多立克柱式雕刻版畫，現存大都會藝術博物館
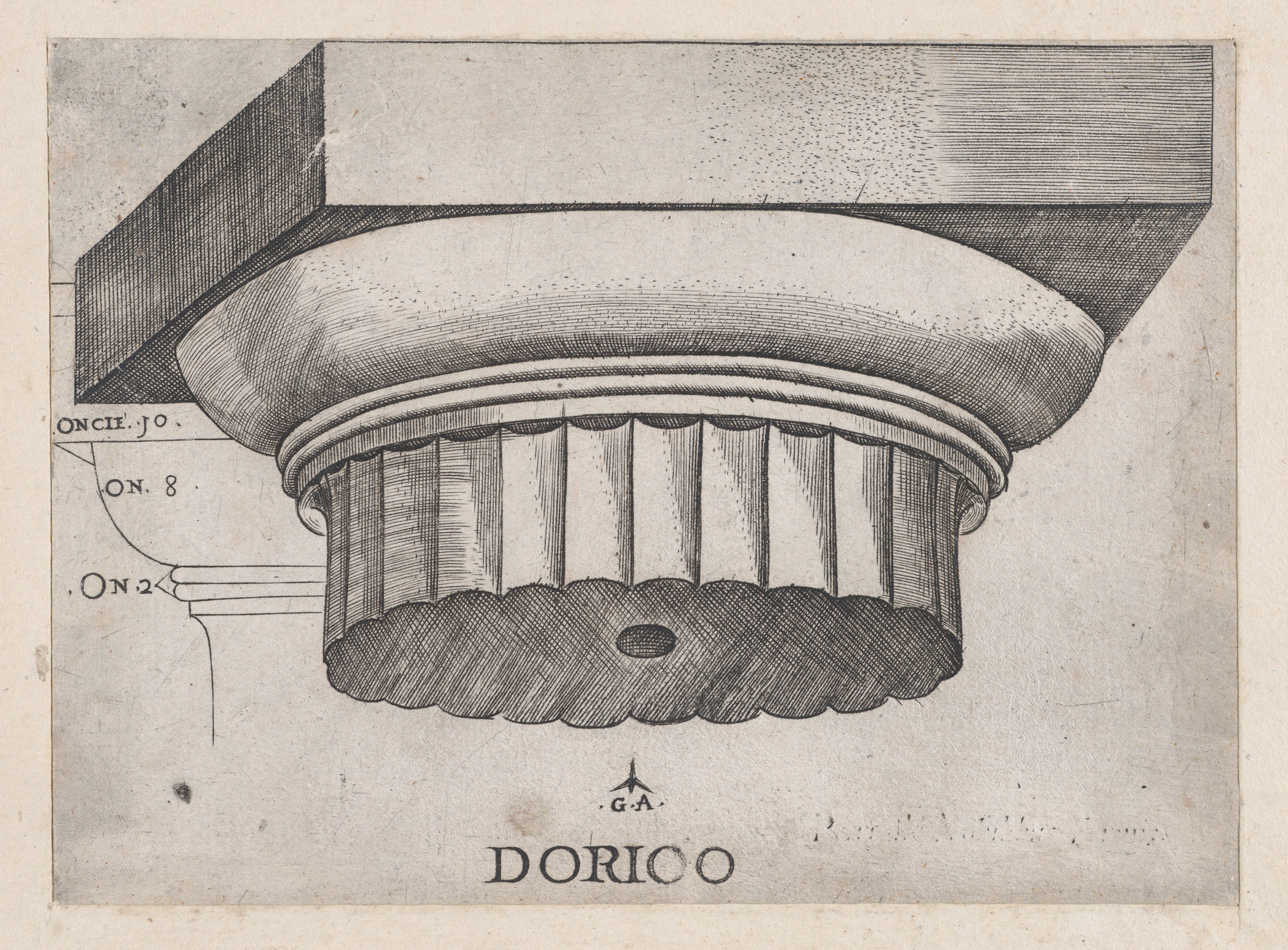
1537年的多立克柱式雕刻版畫，現存大都會藝術博物館
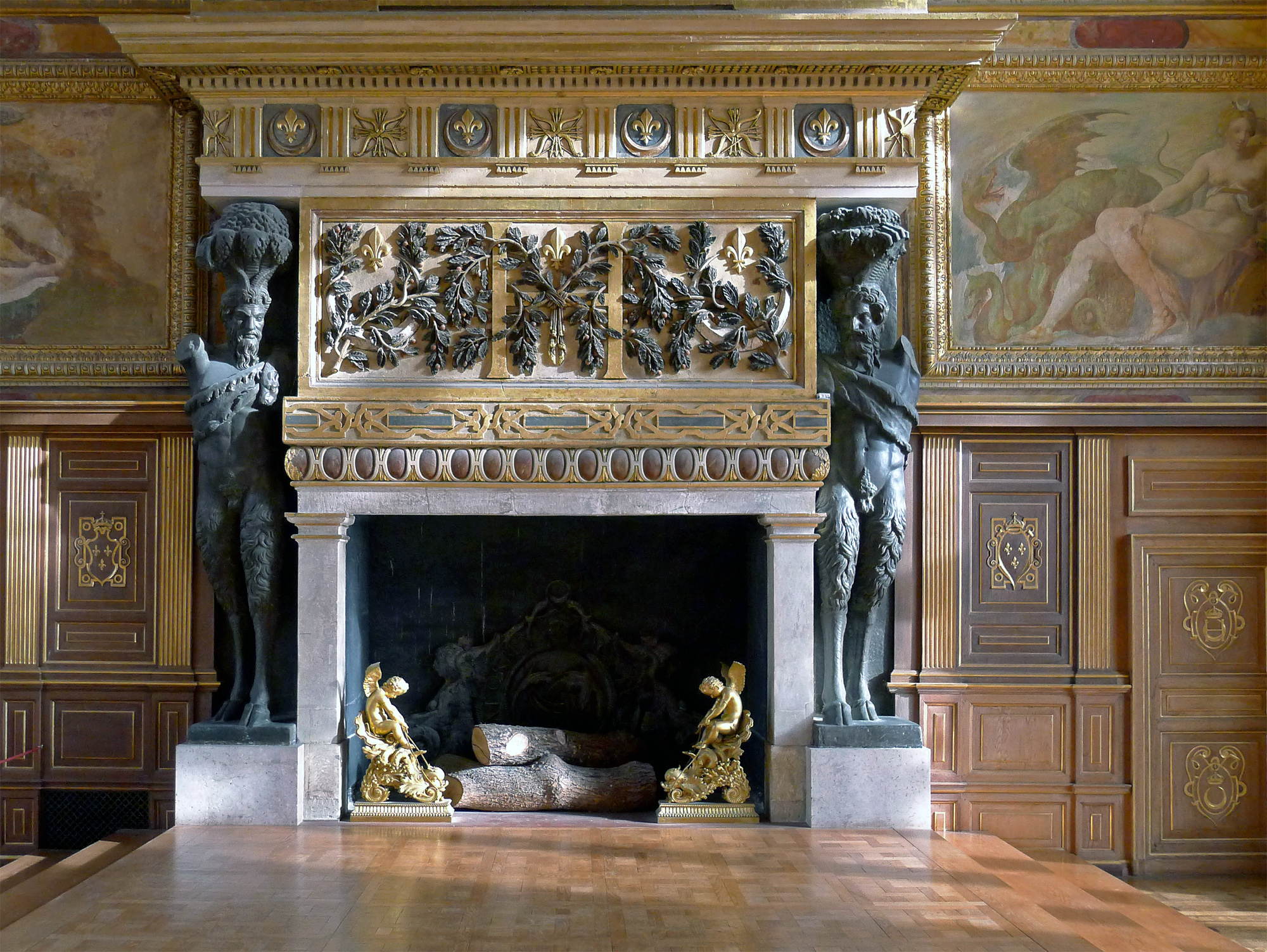
枫丹白露宫舞廳壁爐，上面有多立克式楣。
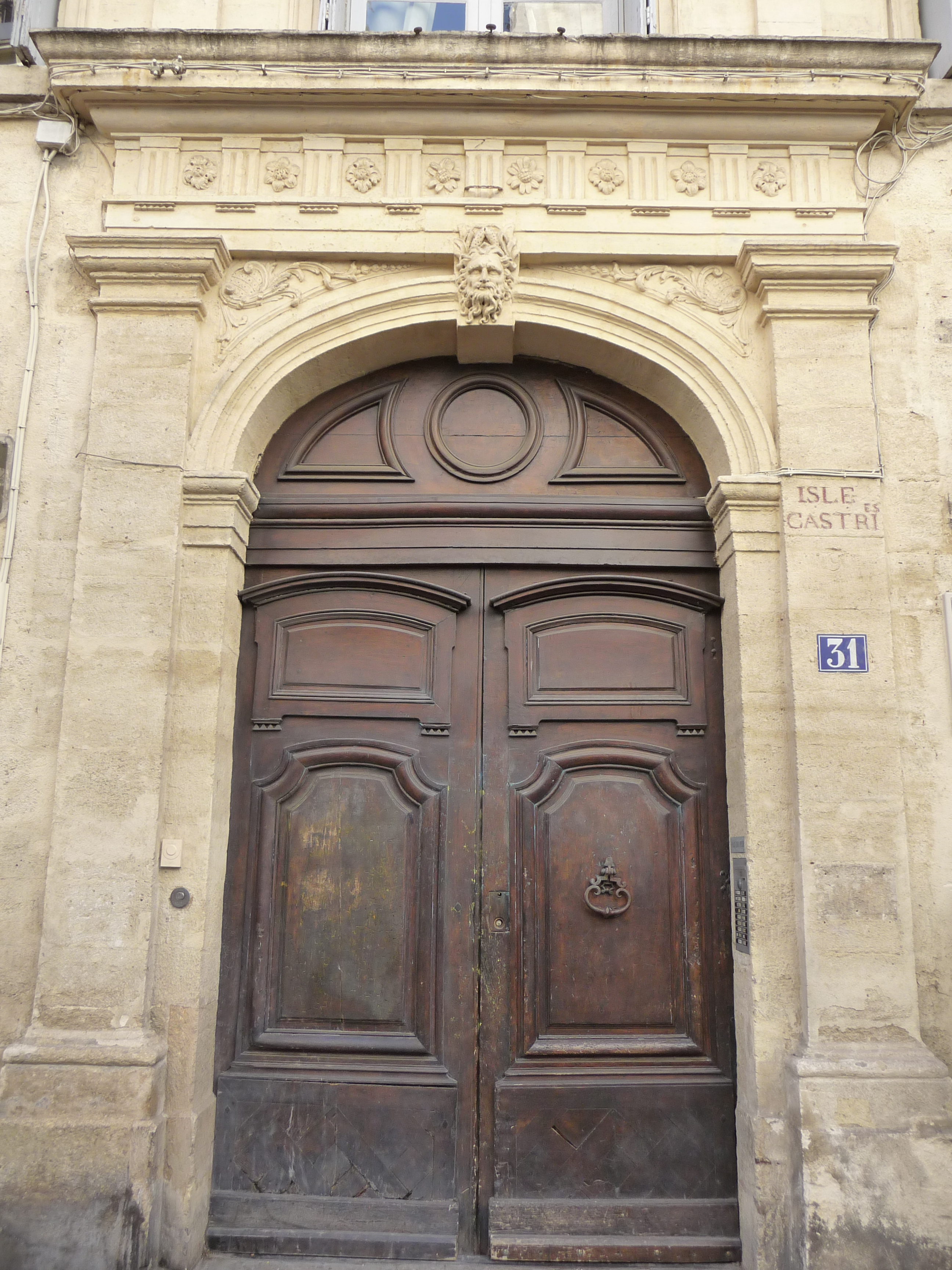
蒙彼利埃一處由多立克壁柱構成的門
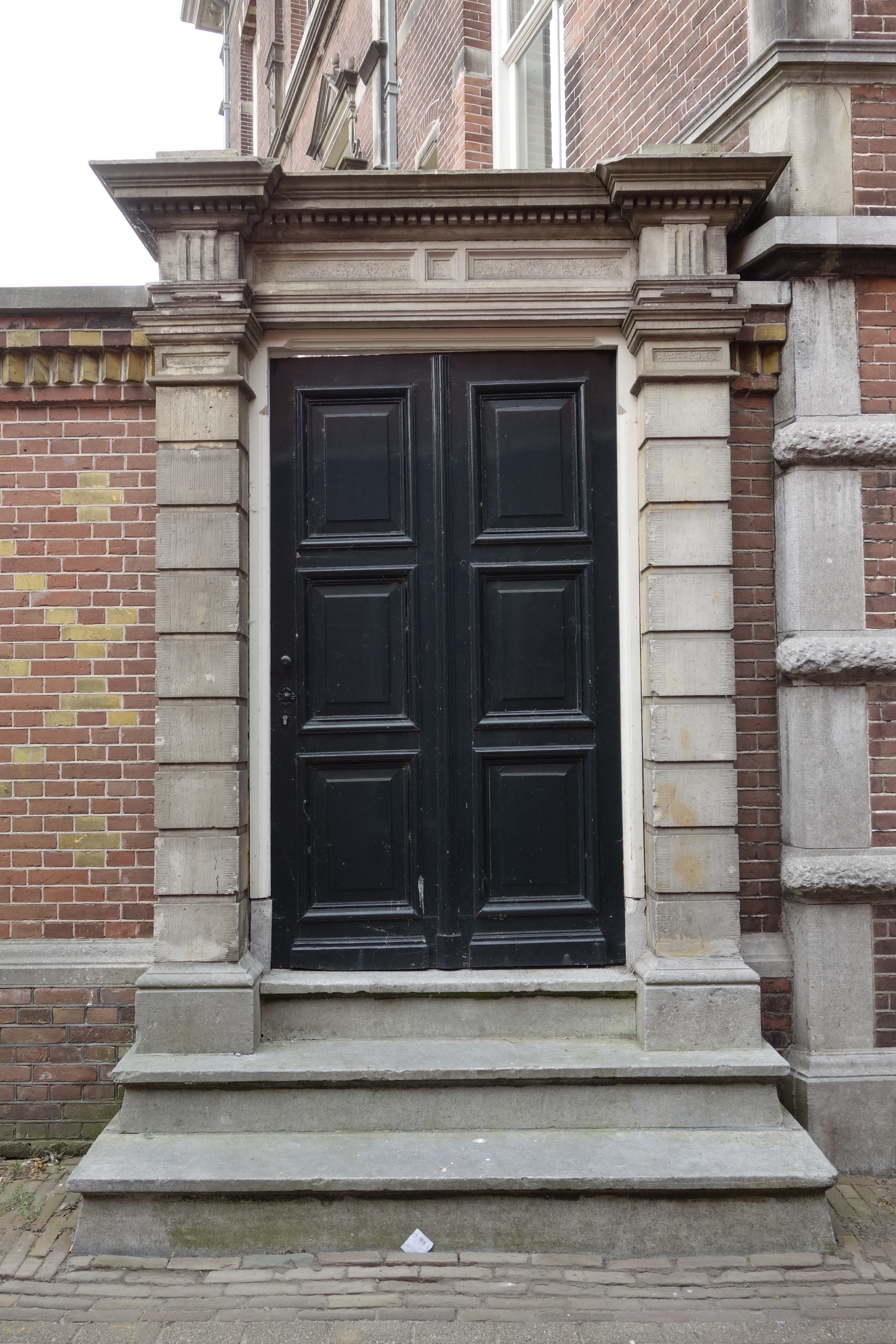
恩克赫伊曾一處由多立克壁柱構成的門
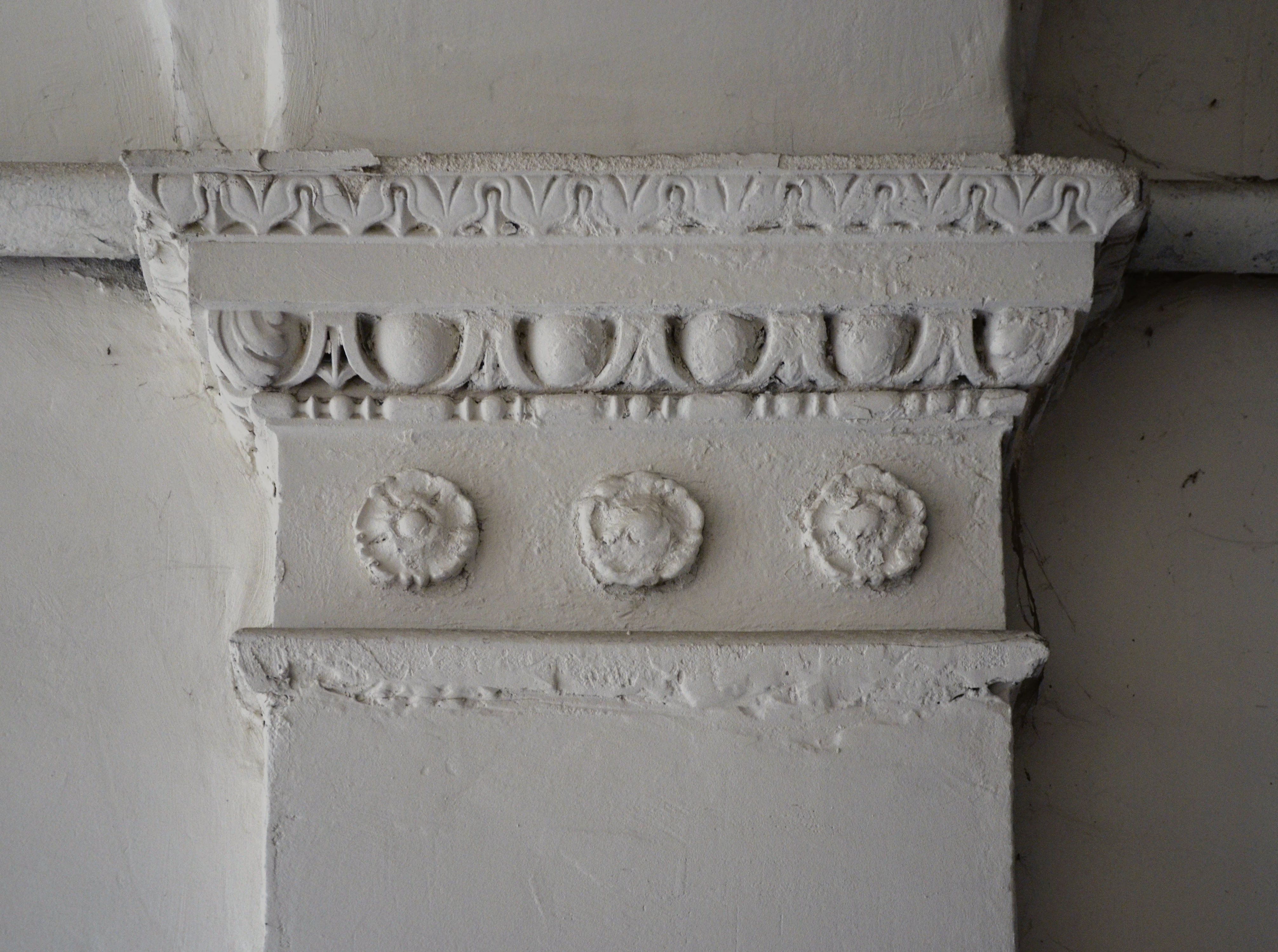
利維夫的多立克柱式壁柱
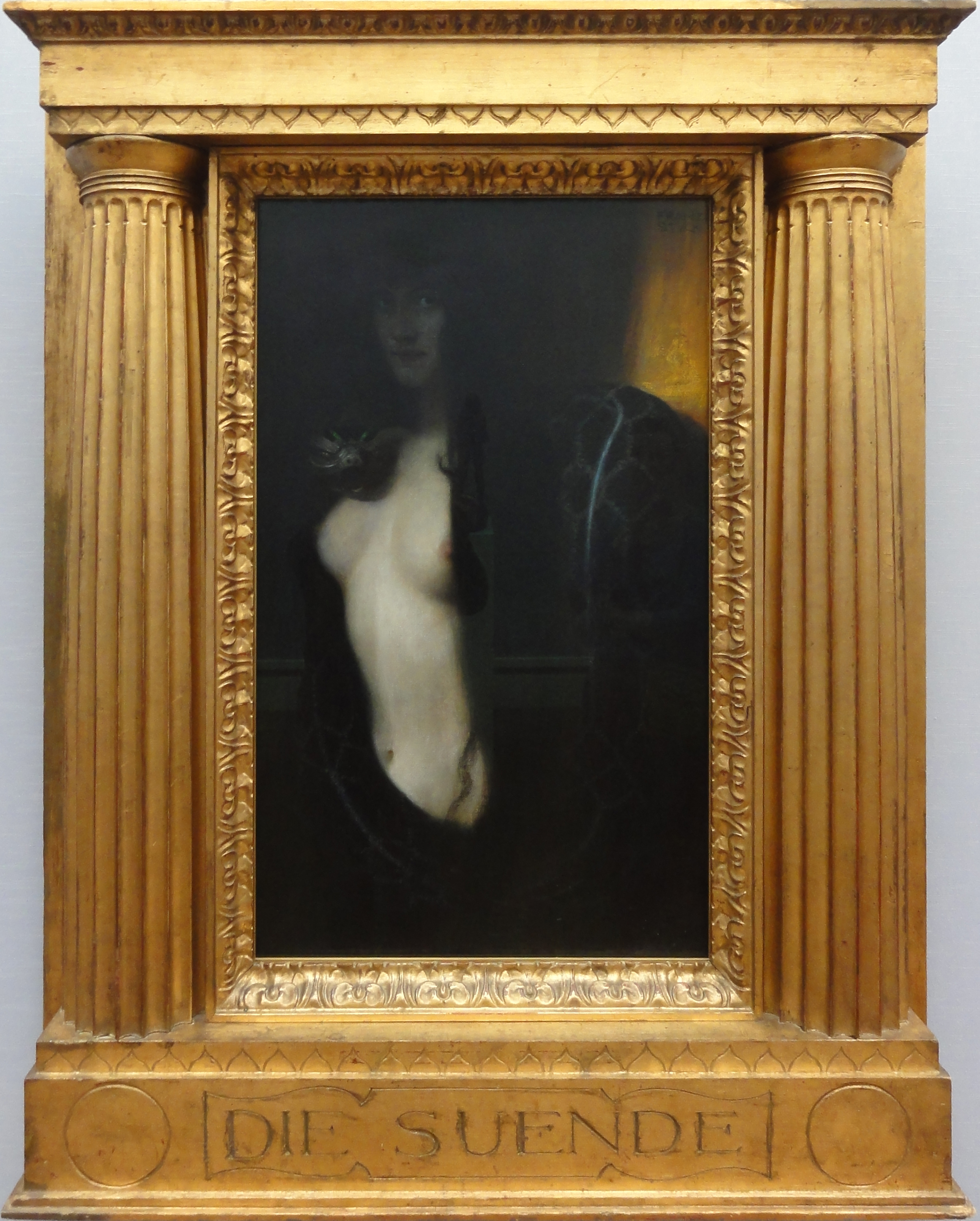
法蘭茲·馮·史杜克的《Die Sünde》，畫框為多立克柱。
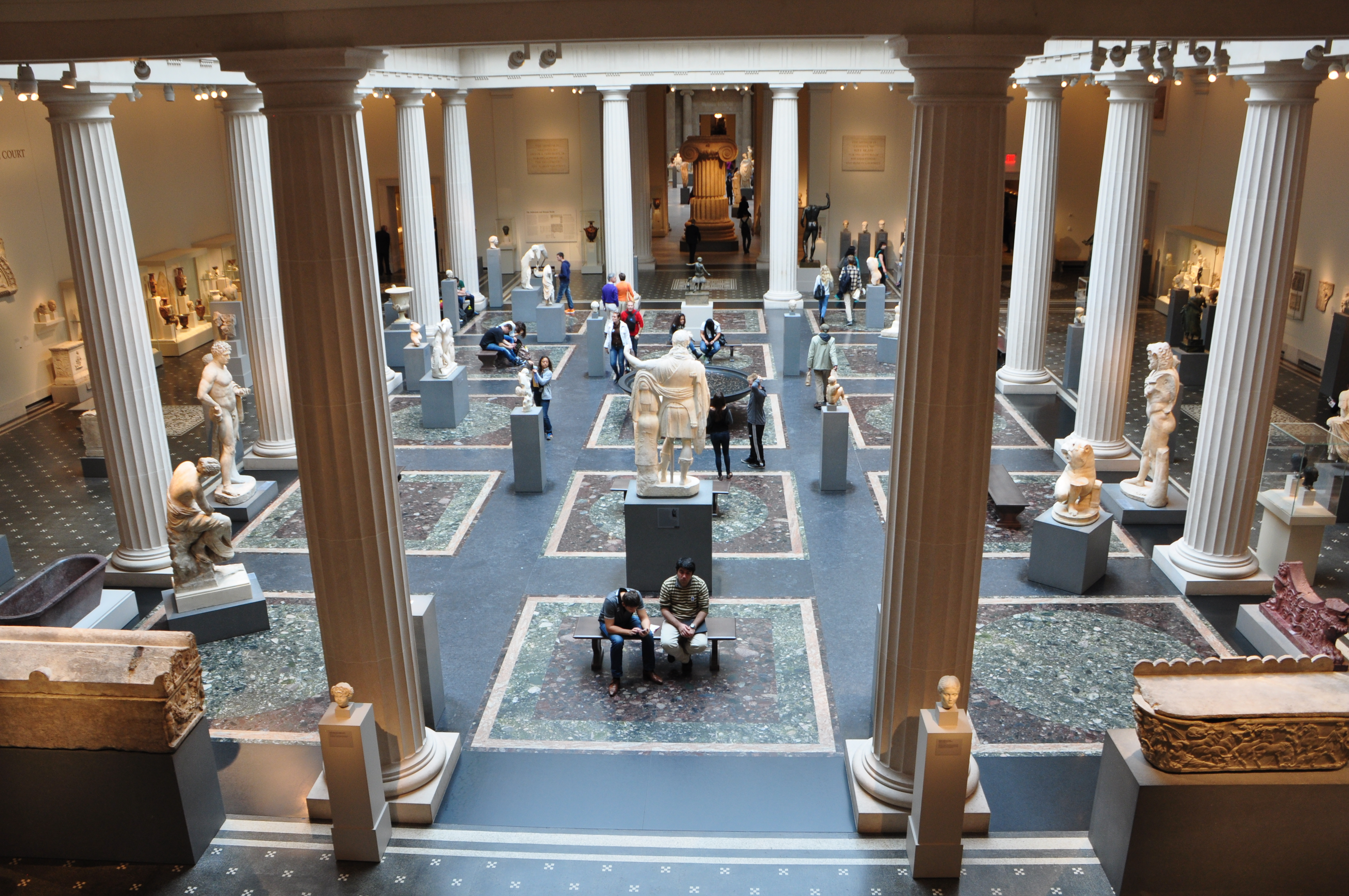
大都會藝術博物館的多立克柱
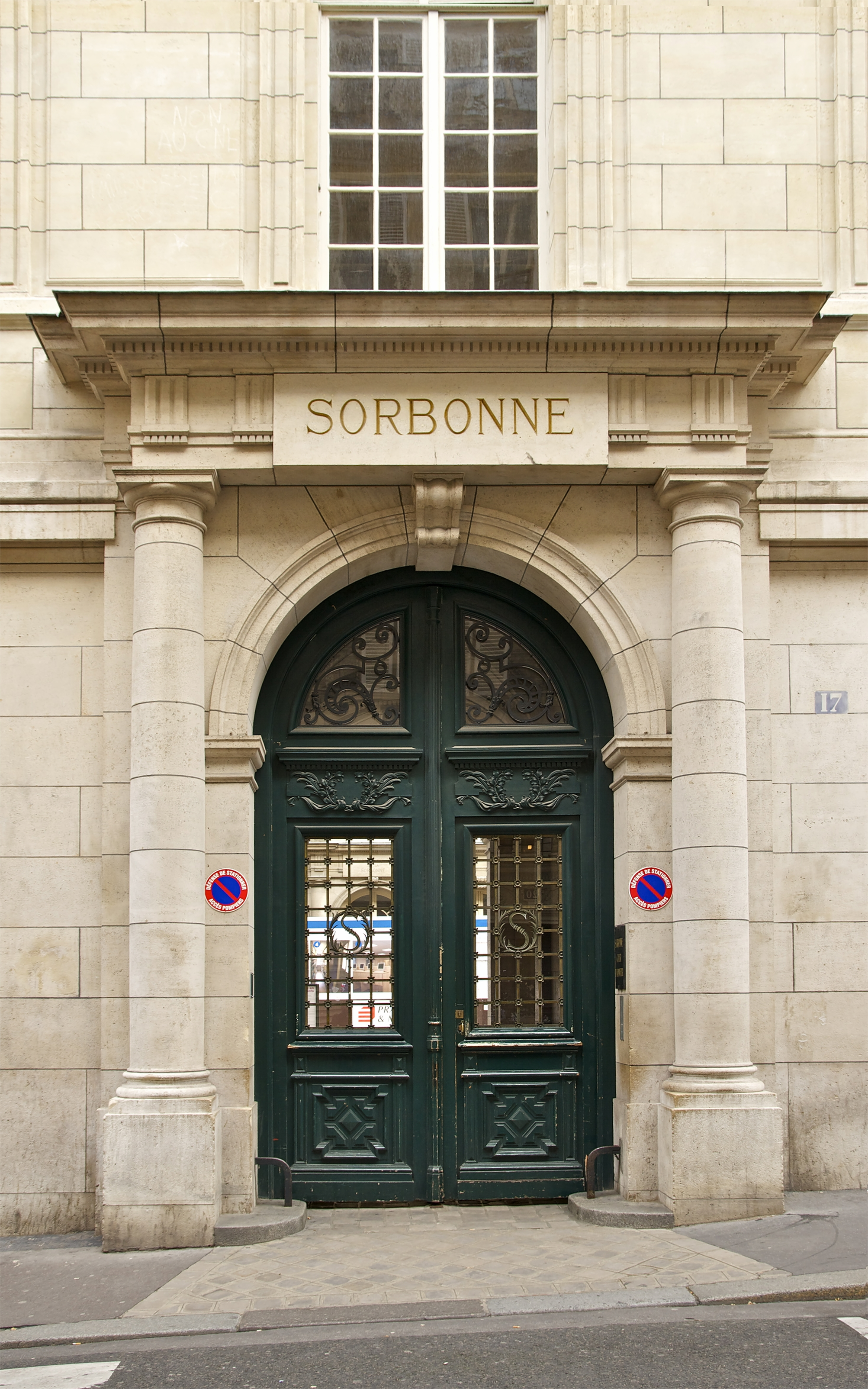
巴黎索邦大學的入口，設有一對多立克柱。